# سیارک ۱۶۲۴۴
سیارک ۱۶۲۴۴ (به انگلیسی: 16244 Broz، نامگذاری:2000GQ147) شانزده هزار و دویست و چهل و چهارمین سیارک کشف شده‌است که در ۴ آوریل ۲۰۰۰ کشف شد.
قدر مطلق سیارک برابر ۱۲.۳ است.